# Израиль гарантирует

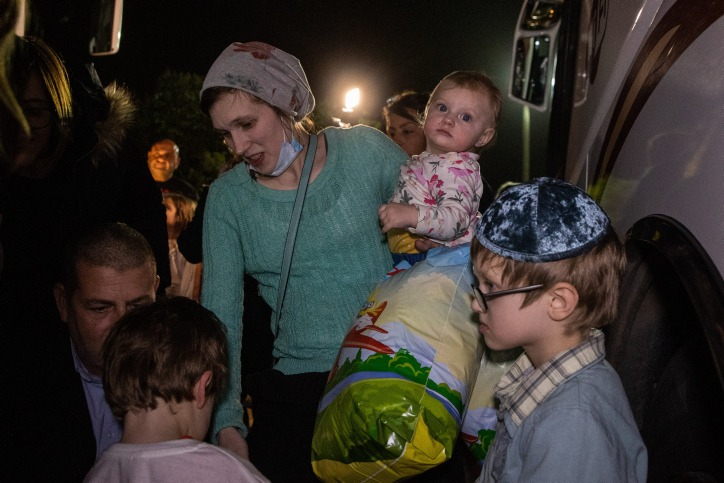
Еврейская семья с Украины прибывает в Израиль 6 марта 2022

Операция «Израиль гарантирует» (ивр. מבצע עולים הביתה‎ «олим хабайта» — «возвращение домой») была инициирована израильским правительством в 2022 году с целью переселения евреев с Украины, из России и Белоруссии в Израиль на постоянное место жительства после российского вторжения на Украину.

## Предыстория
24 февраля 2022 года президент России Владимир Путин произнёс общую декларацию об объявлении войны Украине с целью оккупации всей территории Украины или её частей. Война началась примерно через час после того, как Путин объявил о вторжении в Украину. Обстрел территории Украины, предшествовавший вторжению российских сухопутных войск, включал в себя атаку авиации и крылатых ракет на ряд военных целей по всей Украине, в том числе в Киеве, а также в Одессе, Харькове, Львове и Днепре.
После вторжения миллионы украинцев покинули свою страну. Большинство из них нашли убежище в соседних странах к западу от Украины: Польше, Венгрии, Молдавии, Румынии и Словакии. Многие беженцы нашли убежище в домах родственников, живущих за границей. Европейский Союз и другие страны объявили об открытии своих границ для украинцев. Железнодорожные компании в ряде стран, таких как Польша и Германия, разрешали украинским беженцам ездить на поезде бесплатно.
Несколько тысяч беженцев улетели в Израиль, причём большинство из них были евреями или имели право на израильское гражданство в соответствии с законом о возвращении. Израильское правительство подготовило принятие и натурализацию нескольких тысяч украинских беженцев в Израиле в рамках закона о возвращении, а также приняло беженцев, не имеющих права на израильское гражданство, в рамках глобальных усилий по предоставлению временного убежища беженцам от войны до её окончания.
После начала войны против России и Белоруссии были введены санкции, что привело к ухудшению экономической ситуации в этих странах. Кроме того, у людей был страх за свою личную безопасность и отчаяние из-за состояния России при правлении Путина и преследования критиков его режима. Некоторые опасались, что границы страны будут закрыты и выезд будет невозможен. Другие опасались быть призванными в российскую армию для участия в боевых действиях. Всё это привело к эмиграции евреев из этих стран в Израиль.

## Операция
10 марта 2022 года премьер-министр Израиля Биньямин Нетаньяху объявил об операции «Израиль гарантирует» по возвращению беженцев с Украины, имеющих право на израильское гражданство в соответствии с законом о возвращении.
21 марта 2022 года в рамках операции «Израиль гарантирует» еврейское агентство для Израиля объявило о реализации программы «Экспресс-алии» для ускорения темпов эмиграции с сотен до тысяч человек в неделю. План включал в себя создание совместного штаба для координации деятельности всех спасательных и эмиграционных организаций на базе инфраструктуры Еврейского агентства, увеличение количества коек в транзитных центрах в Европе для размещения около 10 000 иммигрантов, а также подготовку к строительству дополнительных объектов в Румынии и стадиона для иммигрантов в Болгарии. Кроме того, программа включала в себя содействие усилиям министерства алии и интеграции Израиля по адаптации прибывающих иммигрантов, а также реализацию чрезвычайного плана по абсорбции тысяч молодых людей. В тот же день, 21 марта 2022, более 6 000 иммигрантов были приняты Израилем в соответствии с законом о возвращении, а число беженцев, прибывших в Израиль, достигло почти 15 000 человек. Вечером 21 марта министр по делам религий Израиля Матан Кахана поручил лидерам системы обращения в иудаизм подготовиться к приему тысяч иммигрантов с Украины, многие из которых заинтересованы в обращении в иудаизм. Еврейское агентство и его партнёры организовали около 400 «спасательных рейсов» с Украины, которые доставили тысячи евреев в центры экстренной помощи, созданные в соседних странах — в Польше, Румынии, Молдавии и Венгрии. К 3 апреля в Израиль прибыло около 70 «спасательных рейсов» с репатриантами с Украины.
К концу марта 2022 после вторжения России на Украину в Израиль прибыло более 10 000 новых репатриантов. По данным министерства алии и интеграции Израиля, большинство из них бежали с Украины, около четверти из них прибыли из России и Белоруссии. К середине апреля 2022 с начала операции «Израиль гарантирует» в страну иммигрировало около 13 500 иммигрантов, подавляющее большинство из которых — с Украины.
Большинство иммигрантов трудоспособного возраста работали в сфере маркетинга, услуг и торговли в стране исхода.
По состоянию на 13 июня 2022 в рамках операции прибыло более 25 000 иммигрантов, а по состоянию на 6 июля 2022 прибыло более 30 000 иммигрантов. Хайфа стала ведущим принимающим городом, куда прибыло более 3 500 иммигрантов. Нетания и Тель-Авив также приняли более 3000 иммигрантов.
С начала боевых действий на Украине за февраль-октябрь 2022 прибыло более 40 000 новых иммигрантов. К декабрю 2022 в Израиль иммигрировало около 60 000 новых репатриантов с Украины, из России и Белоруссии. Часть иммигрантов из России вернулась в обратно в Россию, также и часть мигрантов с Украины и из Белоруссии покинули Израиль, поэтому фактическое число иммигрантов, обосновавшихся в Израиле, значительно меньше. Через год после начала войны на Украине министерство алии и интеграции Израиля опубликовало данные о репатриантах в Израиль с Украины, число которых составило более 15 000 человек. По данным издания, переселенцы с Украины были размещены в 172 населенных пунктах по всей стране. Хайфа — город, принявший наибольшее количество иммигрантов — 1764 человека. Нетания приняла 1066 иммигрантов, Бат-Ям — 878, Нагария — 802, Ашкелон — 773, Ришон-ле-Цион — 739, Эйлат — 296 иммигрантов.
В поселении Ревава в Самарии после начала войны был создан квартал для иммигрантов с Украины.